# 高田世界館
高田世界館（たかだせかいかん）は、日本の新潟県上越市にある映画館である。

## 概要
市内最古の映画館であり、開館以来の洋館建築は全国でも最古の映画館の一つとして知られ、経済産業省の近代化産業遺産に認定、および国の登録有形文化財に登録された建物である。

## 沿革
- 1911年（明治44年）11月 - 芝居小屋高田座竣工・開館[1][3][8][5][6][7]。
- 1916年（大正5年）- 常設映画館化[3][9]。
- 1940年（昭和15年）頃 - 高田東宝映画劇場と改称[7][10][11]。
- 1947年（昭和22年）頃 - 高田セントラルシネマと改称[12][13]。
- 1953年（昭和28年）頃 - 高田松竹館と改称[14]。
- 1962年（昭和37年） - 高田映画劇場と改称[15][16]。
- 1975年（昭和50年） - 高田日活と改称し、2009年の閉館まで成人映画専門館となる[5][17]。
- 2009年（平成21年）
  - 3月31日：高田日活が廃業[5]。90年代末頃から荒み始め、廃業時は廃墟同然であった。
  - 6月24日：街なか映画館再生委員会が特定非営利活動法人（NPO法人）認定を受け[18]、これを機に高田世界館と改称。
  - 同年：経済産業省の近代化産業遺産認定[3]。
- 2011年（平成23年）1月26日 - 国の登録有形文化財に登録[1][3]。

## データ
- 所在地: 新潟県上越市本町6丁目4番21号[19][20]（同県同市本町6丁目字下小町51番14号[1]）
  - かつての同県高田市下小町[8][21][22][23][24]、のちの同県高田市本町6丁目51番地14号[12][14][17][10][11][13]
- 経営: 
  1. 杉本勇吉（1920年代[22][23] - 1930年代[24]）
  2. 高田秀嶺（1940年代[10][11]）
  3. 熊谷兼市（1950年代[12][13] - 1960年代[14]）
  4. 熊谷興業（1970年代[17] - 2009年[20]）
  5. NPO法人街なか映画館再生委員会（2009年 - ）
- 構造：木造二階建 [1][14][15][16][17][20]、瓦一部鉄板葺、建築面積331平方メートル[1]
- 観客定員数：1階席136名・2階席64名（計200名、2014年[19]）

## 詳細

### 創業から戦前まで
1911年（明治44年）11月、新潟県高田市下小町（のちの高田市本町6丁目51番地、現在の上越市本町6丁目4番21号）に芝居小屋高田座として、新築竣工、開館した。設計は野口孝博である。信越本線（現在のえちごトキめき鉄道妙高はねうまライン）の高田駅の東に位置し、「本町通り」（現在の新潟県道198号青柳高田線）に前庭をもって面しており、背後に儀明川の流れる場所に登場した同館は、当時「白亜の洋館現る」と評された。同市内には他に高盛館という芝居小屋があったが、高田座が映画を一部手掛け始めた頃にはまだ浪花節の上演などを行っていた。第二次世界大戦後の資料である『映画年鑑 1955 別冊 全国映画館総覧』の同館（高田松竹館）の欄には、1914年（大正3年）5月に創立したとの記述がある。
1916年（大正5年）には常設映画館となり、正確な時期は不明であるが世界館と改称している。1917年（大正6年）12月には、高盛館が改装されて、常設映画館となり、電気館（茶町、現在の本町2丁目、のちの高田シネマ）に変わった。1925年（大正14年）に発行された『日本映画年鑑 大正十三・四年』には、すでに「世界館」として、松竹キネマと帝国キネマ演芸の作品を上映する電気館とともに掲載されている。同館の現在の公式ウェブサイトには「日活世界座」であった旨の記述があるが、同書以降1930年代に至るまで、同時代に発行された年鑑の類には「世界館」という表記以外は見当たらず、同館が改称した1940年代に発行された資料でも旧館名として「世界館」と記されている。同書によれば、当時の同館の興行系統は日活であった。同館の興行系統、同館の経営についても、以降、1930年（昭和5年）発行の『日本映画事業総覧 昭和五年版』まで、前者は日活であり、後者は杉本勇吉の個人経営であり支配人も兼務した旨の記述が掲載され続けた。観客定員数についての記録は、1940年代になるまで見られない。
1940年（昭和15年）前後、東宝映画の封切館となり高田東宝映画劇場と改称している。1942年（昭和17年）には第二次世界大戦による戦時統制が敷かれ、日本における全ての映画が同年2月1日に設立された社団法人映画配給社の配給になり、全ての映画館が紅系・白系の2系統に組み入れられるが、同年発行の『映画年鑑 昭和十七年版』には、同館の興行系統については記載されていない。同書によれば、同館の経営は高田秀嶺であり、高田は支配人を兼務した。高田は元活動写真弁士であり、戦後に同館の館主となった熊谷栄美子の義父である。当時の同館の観客定員数は490名であった。同市内の映画館は、かつての電気館（のちの高田シネマ）が「松竹館」と改称して存続していたが、戦後、高田東宝映画劇場から高田セントラルシネマを経て、高田松竹館と改称した同館とは、「松竹館」を名乗る時期が重なっていない。同市では、大戦の終了まで長く2館体制が続いた。

### 戦後とポルノ
| 1960年（昭和35年）の高田市の映画館（5館） |
| ----------------------------------------- |
| 高田松竹館（本町6丁目）                   |
| 高田シネマ（本町2丁目）                   |
| 高田中央劇場（仲町3丁目）                 |
| 高田東映劇場（仲町2丁目）                 |
| 高田文化劇場（大町2丁目）                 |

戦後は比較的早い時期に復興し、1947年（昭和22年）前後には高田セントラルシネマと改称、セントラル映画社（CMPE, セントラル・モーション・ピクチュア・エキスチェンジとも）の配給する映画を上映する、アメリカ映画専門館になった。セントラル映画社は1951年（昭和26年）12月27日には解体されており、その後は、アメリカ映画とともに松竹の作品を上映する映画館に変わり、高田松竹館と改称した。当時の同館の経営は、熊谷兼市の個人経営であり支配人も熊谷が兼務しており、観客定員数は398名であった。1962年（昭和37年）には高田映画劇場と改称している。
1971年（昭和46年）4月29日、高田市は、直江津市と合併して上越市になった。1975年（昭和50年）に高田日活と改称している。当時の同館の経営は熊谷興業、同社の代表は熊谷典之、熊谷は同館の支配人も兼ねており、興行系統は日活その他、同館の観客定員数は370名であった。当時の日活は日活ロマンポルノの時代に突入しており、同館は成人映画館に業態を変更した。そのまま2009年（平成21年）に廃業するまで一般映画を上映することはなかった。2014年から支配人を務める上野迪音（みちなり）は「子供は近づいてはいけないような場所になったが、成人映画館として固定的な需要があったことで取り壊しなどを免れることにつながったのではないか」と語っている。事実、昭和から平成の上越市民にとって高田日活の存在は禁忌であった。
「高田日活」は常設映画館としての同館の最後の名称であり、同館の現在の公式ウェブサイトには途中「高田劇場」あるいは「テアトル高田」であった旨の記述があるが、同時代の『映画年鑑』等の資料には見当たらない。1966年（昭和41年） - 1989年（平成元年）の時期に改修を行っている。
| 館名           | 所在地        | 備考                        |
| -------------- | ------------- | --------------------------- |
| 高田世界館     | 本町6丁目4-21 | 旧「高田日活」              |
| 直江津第一劇場 | 中央3丁目1-6  | 1951年開業 2013年閉鎖・解体 |
| JMAX THEATER   | 富岡3524      | 金子興業運営・8スクリーン   |

### 廃墟からの再生
2009年（平成21年）3月31日、熊谷栄美子が代表を務める熊谷興業が経営する同館は、閉館、廃業した。新潟県中越沖地震があった2007年（平成19年）に廃業・取壊しの危機が起きたときから、同館を支援していた岸田國昭を中心に結成された街なか映画館再生委員会が、閉館の年の6月24日、特定非営利活動法人認定を受け、同館の経営を行うようになった。これを機に高田世界館と改称している。同年には経済産業省の近代化産業遺産に認定され、2011年（平成23年）1月26日には国の登録有形文化財に登録されている。
以後、保存の為市民から寄付や作業スタッフを募り、定期的に修繕工事が行われている。再生委員会が譲り受けたときは廃墟同然であり、2009年（平成21年度）観客席、2011年（平成23年度）は屋根の瓦、2014年（平成26年）正面の外壁修繕、2015年（平成27年）はトイレ、2016年（平成28年度）は外壁の耐震工事が行われている。
先の近代化産業遺産に取り上げられた以降は、メディアの露出も徐々に増えてきている。テレビの取材はもちろん、映画のロケーション撮影にも使用されている。成人映画専門館だった高田日活から観光名所としての高田世界観への激変は全国的に見ても非常に珍しい例である。なお、当館には当時のポスター等、成人映画館だった頃の貴重な資料が存在する。
2016年（平成28年）時点、毎週火曜日の休館日（祝日などは開館する場合がある）を除き上映活動を続けている。また、演劇や落語の寄席、学校行事等のイベント会場としても頻繁に用いられている。
常駐スタッフは1人だがテレビで取り上げられてからはボランティアで運営に関わる人間がいる。古風な建物故見学者も多く、昨今では館内の見学ツアーが不定期に組まれている。しかし、機材がないためデジタル上映が出来ず、映画館としての先行きに懸念が生じている。

## ギャラリー

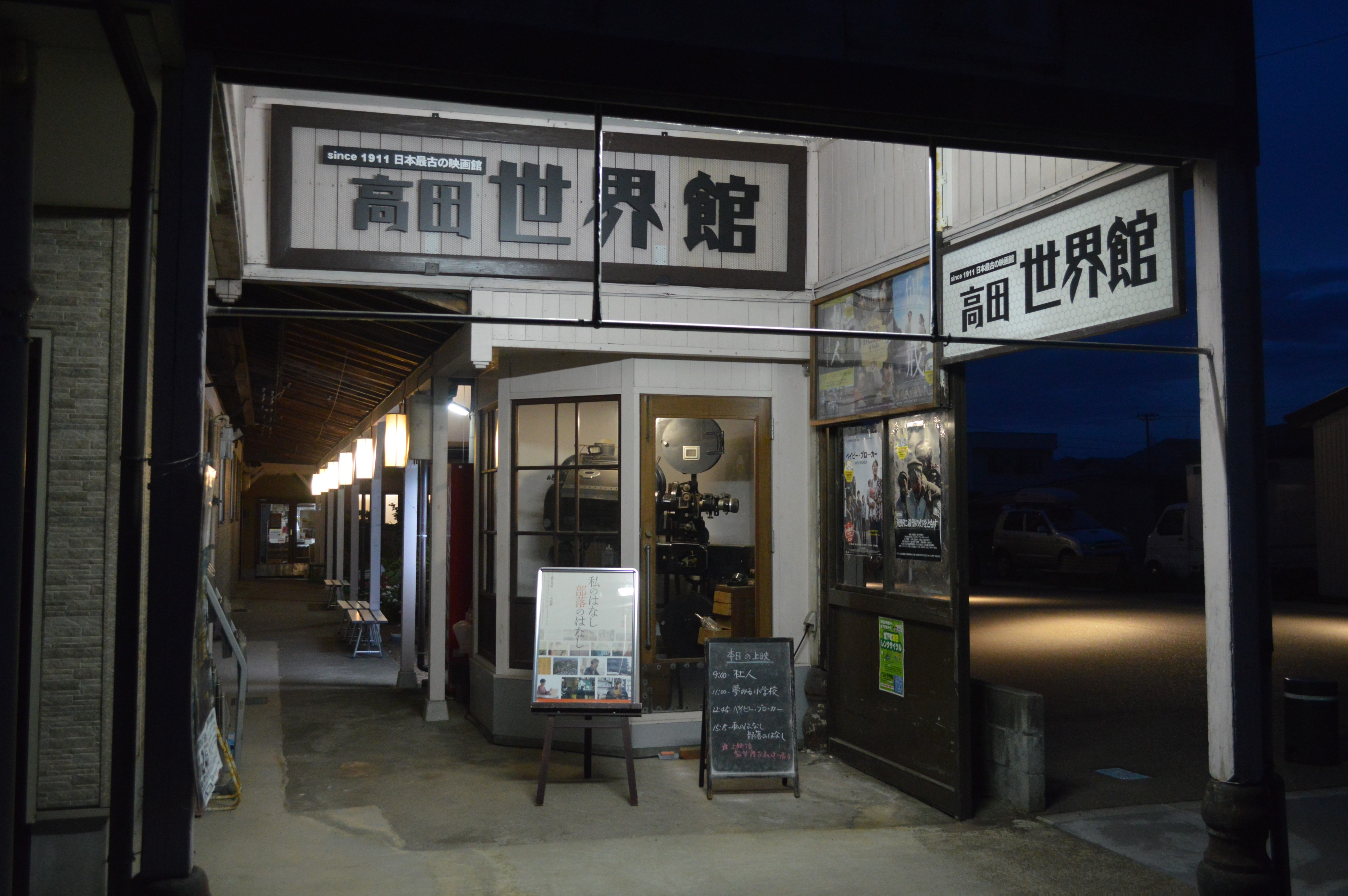
入口
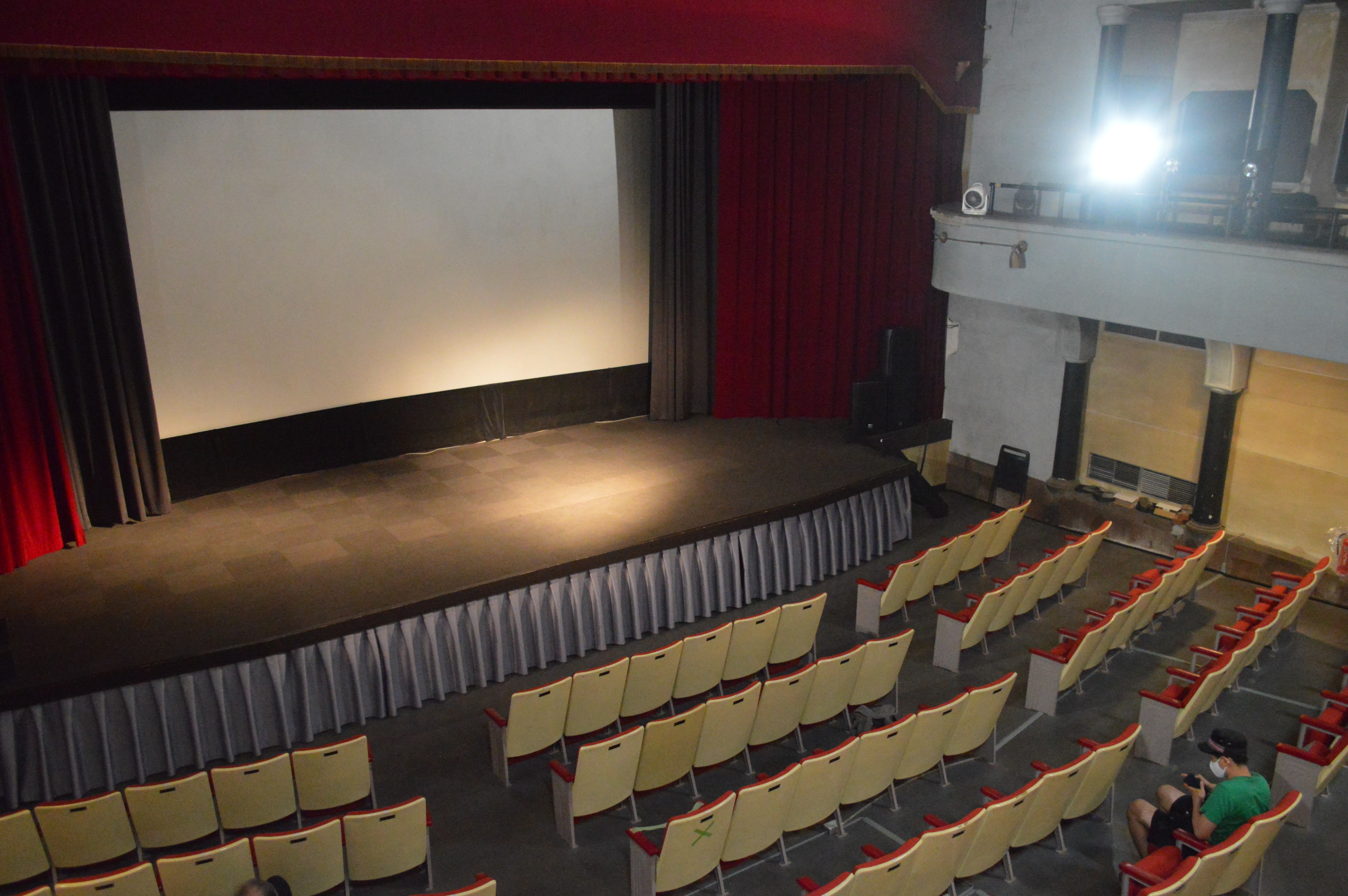
館内
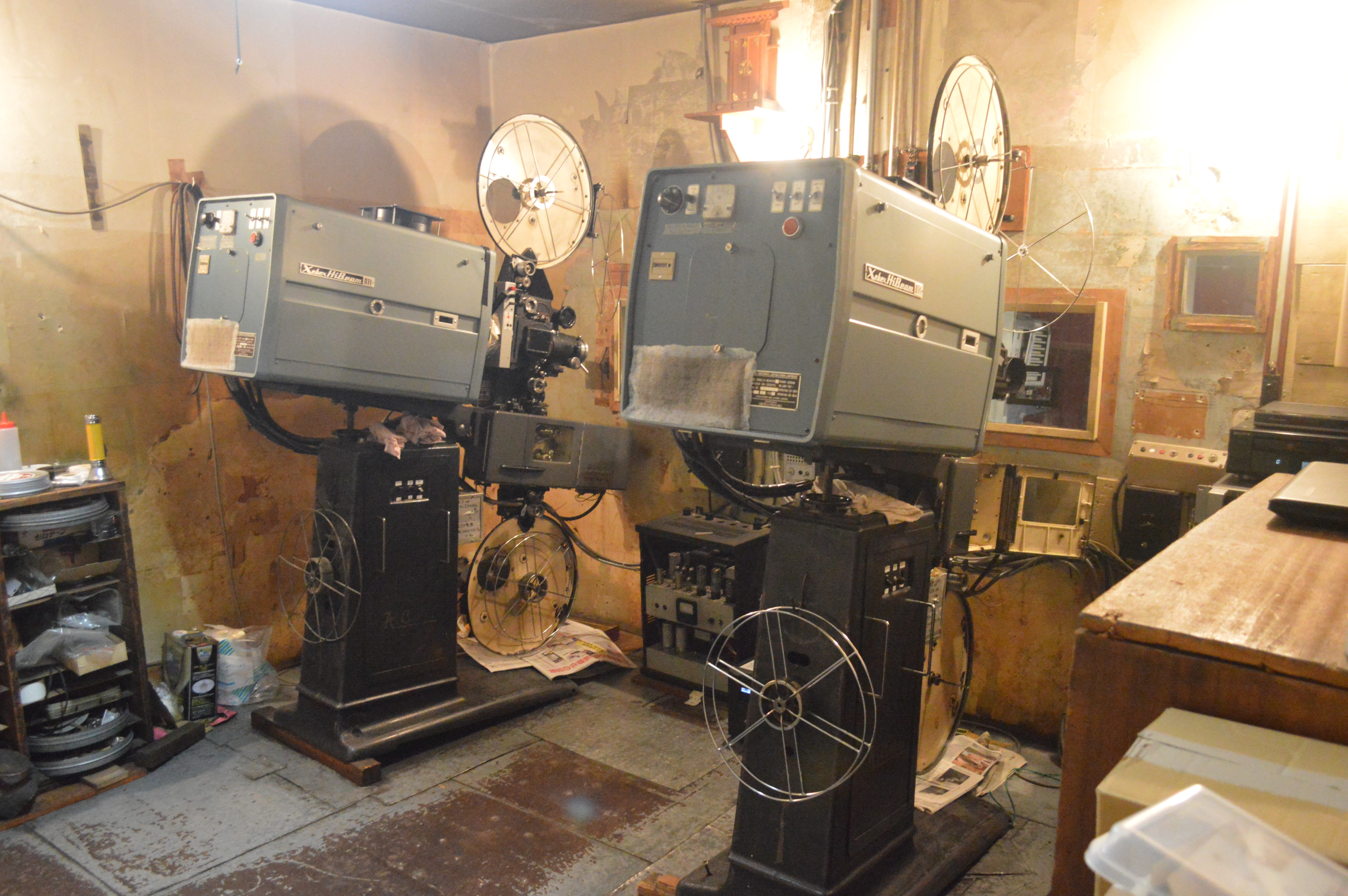
フィルム映写機